# Locarno (stad)
Locarno is een stad in het Zwitserse kanton Ticino.
Het ligt aan het Lago Maggiore en is een toeristisch streekcentrum. Vlakbij, aan de andere zijde van de rivier Maggia, ligt Ascona. De huizen in Locarno zijn in kenmerkende gele en okerkleuren geschilderd. Er is een jachthaven en er zijn diverse campings in de buurt. De voertaal is Italiaans.

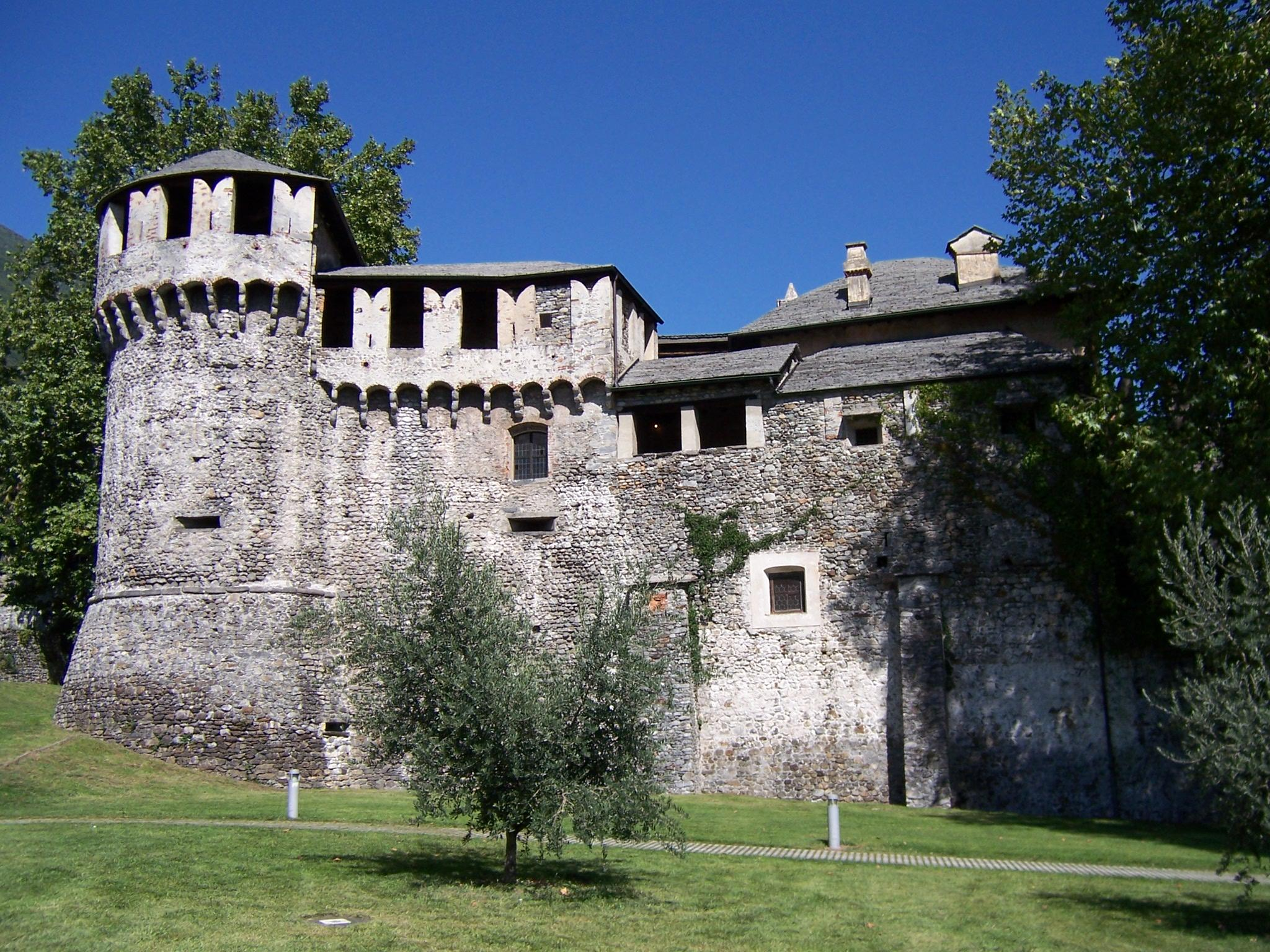
Het kasteel "Castello Visconteo"

Locarno is de warmste stad van Zwitserland en heeft een mediterraan klimaat. De gemiddelde temperatuur is 11,5 °C, terwijl dit in de regio Bern en Zürich op ongeveer 7 tot 9 graden ligt.
Op de rand van de stad ligt het kasteel "Castello Visconteo" dat is gebouwd in de 12e eeuw.

## Gebeurtenissen
Locarno is bekend geworden door het Verdrag van Locarno dat hier op 16 oktober 1925 werd gesloten tussen Duitsland, België, Frankrijk, het Verenigd Koninkrijk en Italië. Hiermee werd de volkenrechtelijke status van Duitsland na de Eerste Wereldoorlog geregeld.
Sinds 1946 vindt jaarlijks het filmfestival van Locarno plaats.

## Geboren
- Francesco De Giorgi (1820-1854), politicus
- Teresa Bontempi (1883-1968), lerares, onderwijsinspectrice, redactrice en irredentiste
- Hannes Schmidhauser (1926-2000), voetballer
- David Vitoria (1984), wielrenner
- Carla Juri (1985), actrice
- Saulo Decarli (1992), voetballer
- Oliver Neuville (1973), voetballer
- Noè Ponti (2001), zwemmer

## Overleden
- Francesco De Giorgi (1820-1854), politicus
- Erich Maria Remarque (1898-1970), schrijver (Im Westen nichts Neues)
- Elena Bonzanigo (1897-1974), schrijfster
- Anita Forrer (1901-1996), fotografe, grafologe en autocoureur
- Silvio Moser (1941-1974), Formule 1-coureur
- Erich Fromm (1900-1980) , Duits-Amerikaans psycholoog en filosoof
- Patricia Highsmith (1921-1995), Amerikaans schrijfster
- Flavio Cotti (1939-2020), bondspresident